# Robin Le Normand
Robin Aime Robert Le Normand (1996. november 11. –) francia származású spanyol válogatott labdarúgó, hátvéd. A La Ligában szereplő Atlético Madrid játékosa.

## Pályafutása
A Brest saját nevelésű játékosa, 2013-ban került fel a tartalékcsapatába, 2015. január 3-án a Stade Lavallois elleni kupamérkőzésre nevezték a felnőttcsapatba, a debütálásra 2016. április 15–én került sor, a Sochaux ellen 2–1-re elvesztett másodosztályú bajnokin.
2016-ban igazolt Spanyolországba a Real Sociedad csapatához, itt két szezon erejéig a tartalékcsapatot erősítette, mielőtt 2018. november 26-án Asier Garitano nevezte a felnőttcsapatba a Celta Vigo elleni bajnokira. A bemutatkozása december 2–án volt a Real Betis vendégeként 1–0-ra elvesztett bajnokin.
2024. július 27-én az Atlético Madrid bejelentette, hogy megállapodást kötött a Real Sociedaddal Le Normand szerződtetéséről.

### A válogatottban

#### Spanyolország
2023. májusában spanyol állampolgárságot kapott, miután hét évet eltöltött Spanyolországban.
Június 2-án hívták be első alkalommal, a Nemzetek Ligája kieséses szakaszának mérkőzéseire.
Június 15-én debütált az Olaszország elleni 2–1-es győztes 
elődöntőn.
Három nappal később a Nemzetek Ligája győztese lett, miután tizenegyessekkel legyőzték Horvátországot, a döntőn kezdőként lépett pályára.

## Statisztika
2023. november 20-i állapot szerint
| Klub             | Szezon           | Bajnokság          | Bajnokság | Bajnokság | Kupa  | Kupa  | Nemzetközi | Nemzetközi | Egyéb | Egyéb | Összes | Összes |
| Klub             | Szezon           | Liga               | Mérk.     | Gólok     | Mérk. | Gólok | Mérk.      | Gólok      | Mérk. | Gólok | Mérk.  | Gólok  |
| ---------------- | ---------------- | ------------------ | --------- | --------- | ----- | ----- | ---------- | ---------- | ----- | ----- | ------ | ------ |
| Brest II         | 2013/14          | CFA 2              | 7         | 0         | —     | —     | —          | —          | —     | —     | 7      | 0      |
| Brest II         | 2014/15          | CFA 2              | 13        | 0         | —     | —     | —          | —          | —     | —     | 13     | 0      |
| Brest II         | 2015/16          | CFA 2              | 19        | 2         | —     | —     | —          | —          | —     | —     | 19     | 2      |
| Brest II         | Összesen         | Összesen           | 39        | 2         | —     | —     | —          | —          | —     | —     | 39     | 2      |
| Brest            | 2015/16          | Ligue 2            | 1         | 0         | 0     | 0     | —          | —          | —     | —     | 1      | 0      |
| Brest            | Összesen         | Összesen           | 1         | 0         | 0     | 0     | —          | —          | —     | —     | 1      | 0      |
| Real Sociedad B  | 2016/17          | Segunda División B | 26        | 1         | —     | —     | —          | —          | —     | —     | 26     | 1      |
| Real Sociedad B  | 2017/18          | Segunda División B | 38        | 2         | —     | —     | —          | —          | —     | —     | 38     | 2      |
| Real Sociedad B  | 2018/19          | Segunda División B | 18        | 1         | —     | —     | —          | —          | —     | —     | 18     | 1      |
| Real Sociedad B  | Összesen         | Összesen           | 82        | 4         | —     | —     | —          | —          | —     | —     | 82     | 4      |
| Real Sociedad    | 2018/19          | La Liga            | 4         | 0         | 3     | 0     | —          | —          | —     | —     | 7      | 0      |
| Real Sociedad    | 2019/20          | La Liga            | 31        | 1         | 8     | 1     | —          | —          | —     | —     | 39     | 2      |
| Real Sociedad    | 2020/21          | La Liga            | 33        | 0         | 2     | 0     | 7          | 0          | 1     | 0     | 43     | 0      |
| Real Sociedad    | 2021/22          | La Liga            | 37        | 1         | 4     | 0     | 7          | 1          | —     | —     | 48     | 2      |
| Real Sociedad    | 2022/23          | La Liga            | 33        | 0         | 4     | 0     | 4          | 0          | —     | —     | 41     | 0      |
| Real Sociedad    | 2023/24          | La Liga            | 11        | 1         | 1     | 0     | 4          | 0          | —     | —     | 16     | 1      |
| Real Sociedad    | Összesen         | Összesen           | 149       | 3         | 22    | 1     | 22         | 1          | 1     | 0     | 194    | 5      |
| KARRIER ÖSSZESEN | KARRIER ÖSSZESEN | KARRIER ÖSSZESEN   | 271       | 9         | 22    | 1     | 22         | 1          | 1     | 0     | 316    | 11     |

1. ↑  Magában foglalja a(z) 2020 Copa del Rey Final (2021-ben játszották)
2. 1 2 3  Mérkőzése(i) a(z) Európa Ligában
3. ↑  Mérkőzése(i) a(z) Supercopa de España-ban
4. ↑  Mérkőzése(i) a(z) Bajnokok Ligájában

### A válogatottban
2023. november 19-i állapot szerint
| Spanyolország | Spanyolország | Spanyolország |
| Év            | Mérk.         | Gólok         |
| ------------- | ------------- | ------------- |
| 2023          | 8             | 1             |
| Összesen      | 8             | 1             |

## Sikerei, díjai
- Real Sociedad
  - Copa del Rey: 2019/20

### A válogatottban
- Spanyolország
  - Nemzetek Ligája: 2022/23[5]